# Urocystis poae
Urocystis poae är en svampart som först beskrevs av Liro, och fick sitt nu gällande namn av Padwick & A. Khan 1944. Urocystis poae ingår i släktet Urocystis och familjen Urocystidaceae.   Inga underarter finns listade i Catalogue of Life.